# Jekatěrina Jevsejevová
Jekatěrina Jevsejevová (rusky Екатерина Евсеева; * 22. června 1988, Almaty) je kazachstánská atletka, reprezentantka ve skoku do výšky.
V roce 2005 získala bronz na MS do 17 let v Marrákeši a o rok později bronz také na juniorském mistrovství světa v Pekingu. V roce 2009 vybojovala na světové letní univerziádě v Bělehradu výkonem 191 cm stříbrnou medaili. Výše skočila jen Němka Ariane Friedrichová, která skočila rovné dva metry.
Jejím halovým osobním rekordem je 195 cm, pod otevřeným nebem pak 198 cm, tuto výšku zdolala 22. května 2008 v Taškentu.

## Úspěchy
| Rok  | Závod                             | Místo               | Umístění    | Výkon  |
| ---- | --------------------------------- | ------------------- | ----------- | ------ |
| 2005 | Mistrovství světa do 17 let       | Marrákeš, Maroko    | 3.          | 1,85 m |
| 2006 | Mistrovství světa juniorů         | Peking, Čína        | 3.          | 1,84 m |
| 2007 | Mistrovství Asie                  | Ammán, Jordánsko    | 2.          | 1,91 m |
| 2008 | HMS 2008                          | Valencie, Španělsko | kvalifikace | 1,86 m |
| 2008 | Letní olympijské hry 2008         | Peking, Čína        | kvalifikace | 1,85 m |
| 2009 | Univerziáda                       | Bělehrad, Srbsko    | 2.          | 1,91 m |
| 2009 | Mistrovství světa v atletice 2009 | Berlín, Německo     | kvalifikace | 1,85 m |